# Manu e Rafael
Manu e Rafael é uma dupla brasileira de música sertaneja formada por Clayton Emanuel Pereira Freitas, o Manu (Campo Grande, 21 de novembro de 1993) e Rafael Conter Cardoso Perrayon Jordão, o Rafael (Campo Grande, 3 de março de 1994) ambos nascidos em Campo Grande e foi lá que no ano de 2016 a dupla se formou.

## Carreira
Nascido em 21 de novembro de 1993, Manu sempre foi apaixonado pela música sertaneja raiz como Milionário & José Rico, Zezé Di Camargo & Luciano e Tião Carreiro & Pardinho. Sempre incentivado pelo pai, aos cinco anos ganhou o seu primeiro violão. Aos 11 anos, iniciou sua carreira artistica em Campo Grande, cantando em aniversários, festas e escolas com a sua primeira dupla, chamada Matheus e Emanuel. Aos 14, decidiu iniciar uma carreira solo lançando as musicas Matematica do Amor (2009) e Para de Zueira (2009). Em 2011, Manu começou a faculdade de Direito, mas a vontade de cantar falou mais alto e ele acabou se mudando para Goiânia e, em seguida Curitiba, fazendo shows por todo o Brasil. Quando voltou para Campo Grande e por meio de amigos em conheceu o Rafael. 
Rafael começou aulas de teclado e teoria musical aos 6 anos. Aos 13, despertou interesse pelo violão: "Me lembro que achei um violão velho do meu pai em casa e resolvi, naquele dia, que iria aprender a tocar... não demorou nem 1 semana e eu já estava simplesmente tocando!". Na adolescência, Rafael começou a fazer vídeos cover de artistas nacionais e internacionais com uma pequena câmera amadora, alcançando milhões de visualizações. Sua primeira apresentação na TV foi em 2013, no programa "O Povo Na TV". No mesmo ano ele foi selecionado para uma audição do programa "Jovens Talentos" do Raul Gil, quando foi para São Paulo se apresentar. Em 2016 deu-se início ao projeto "Manu e Rafael".
Manu e Rafael tornou-se dupla em maio de 2016, sempre usando as redes sociais como principal meio de divulgação, onde conseguiram conquistar milhares de seguidores em poucos meses. Ainda em 2016,   Manu e Rafael lançaram 2 singles Desce mais uma aê e Só pensou em você. Em 2017, foi a vez de Quem tem limite é município, Retrato falado e Besteirinha e, em maio de 2018 foi gravado o seu primeiro DVD: Big bang "A origem de tudo".

## Discografia

### Singles
- (2016) DESCE MAIS UMA AÊ
- (2016) SÓ PENSOU EM VOCÊ
- (2017) QUEM TEM LIMITE É MUNICÍPIO
- (2017) RETRATO FALADO
- (2017) BESTEIRINHA

### DVD
- (2018) BIG BANG "A ORIGEM DE TUDO"